# Feike Asma
Feike Asma (Den Helder, 21 aprile 1912 – Amsterdam, 18 dicembre 1984) è stato un organista e direttore d'orchestra olandese.

## Biografia
Feike Asma, figlio del musicista Johannes Frederik Asma e di Tjitske Visser, già da ragazzo quattordicenne suonava l'organo nella Gereformeerde Kerk (Chiesa riformata) della sua città natale.
Studiò sotto la guida di Jan Zwart dal 1928 al 1937. Nel 1933 si trasferì alla Hooglandse Kerk di Leida dove suonò l'organo costruito nel 1565 da Pieter Janszoon de Swart.
Al Conservatorio Reale dell'Aia studiò direzione d'orchestra con Jan Koetsier e pianoforte e composizione con Hugo van Dalen. A lungo fu allievo di Eduard Flipse in direzione orchestrale e corale. Nel 1950-51 fu allievo di un corso magistrale a Siena con Paul van Kempen.
Nel 1943 andò all'Aia a suonare nella Evangelisch-Lutherse Kerk, nota anche come Lutherse Burgwalkerk, dove si trova un organo costruito nel 1753 da J.H.H. Bätz.
Il suo nome resta indissolubilmente legato all'organo della Oude Kerk di Amsterdam, costruito nel 1726 da Christiaan Vater ed ampliato nel 1742 da J.Caspar Mueller.
Nel 1965 un altro spostamento, stavolta a Maassluis nella Groote Kerk, dove fu organista regolare fino alla morte, in cui si trova lo strumento costruito nel 1732 da Rudolf Garrels, allievo di Arp Schnitger, restaurato da Pels Van Leeuwen nel 1978.
Ebbe un'attività concertistica molto intensa sia in patria che all'estero.
Il repertorio più congeniale a Feike Asma è quello romantico dell'Ottocento, da Mendelssohn a Widor, a Guilmant, a Franck, piuttosto che quello barocco del Settecento, sebbene gli organi su cui suonava non fossero molto adatti per tale stile.
Per la sua attività ricevette nel 1964 la medaglia d'argento e diploma in Arti-Scienze-Lettere dell'Académie Française di Parigi, cui seguì nel 1975 la medaglia vermeil.
Nel 1967 fu nominato cavaliere dell'ordine di Orange-Nassau.
Nel 1940 sposò Jacqueline Theodora Henrika Dolkens, con cui ebbe due figli. Dopo la morte della moglie nel 1982 sposò l'anno seguente Willy Cornelia van der Kamp.
La tomba di Feike Asma si trova nel Nieuwe Oosterbegraafplaats di Amsterdam.